# Havøysund
Havøysund is het bestuurlijke centrum van de gemeente Måsøy in de provincie Finnmark in Noorwegen.
Havøysund ligt op het eiland Havøya dat door de Havøysundbrug met het vasteland verbonden is. Het werd voor het eerst vermeld in 1668. Tijdens Wereldoorlog II werd het nagenoeg volledig verwoest door de terugtrekkende troepen. Het telde op dat ogenblik 150 inwoners. Vandaag zijn het er ongeveer 1200. De visserij vormt de voornaamste bron van inkomsten.

## Verkeer
Rijksweg 889 verbindt Havøysund met de E6.
Er zijn veerverbindingen met Hammerfest en Honningsvåg. Tweemaal daags meert ook een schip van Hurtigruten aan op weg naar Kirkenes of Bergen.

## Bezienswaardigheden
In de omgeving heeft Norsk Hydro het meest noordelijk gelegen windmolenpark van de wereld gebouwd.
Nabij Havøysund bevindt zich een van de grootste vogelrotsen van Noorwegen, de Hjelmsøystauren.
In Havøysund kan men het Måsøy Museum vinden met informatie over de geschiedenis van Havøysund en hoe men vroeger leefde.